# Quesucos de Liébana
Los quesucos de Liébana son unos quesos hechos con leche de vaca, oveja o cabra, o bien con una mezcla de ellas, que se realiza en el valle de Liébana, en Cantabria (España).

## Proceso de fabricación
La leche para su elaboración procede de las tres especies lecheras:
- Vaca: Tudanca, pardo alpina y frisona
- Oveja: lacha
- Cabra: pirenaica y cabra de los Picos de Europa

La elaboración comienza coagulando la leche a una temperatura entre 28 y 32 °C con cuajo animal. La cuajada se moldea en moldes específicos que le dan la forma y que facilitan el autoescurrido. Se sala en una proporción del 2 al 3 % del peso del queso.

## Características

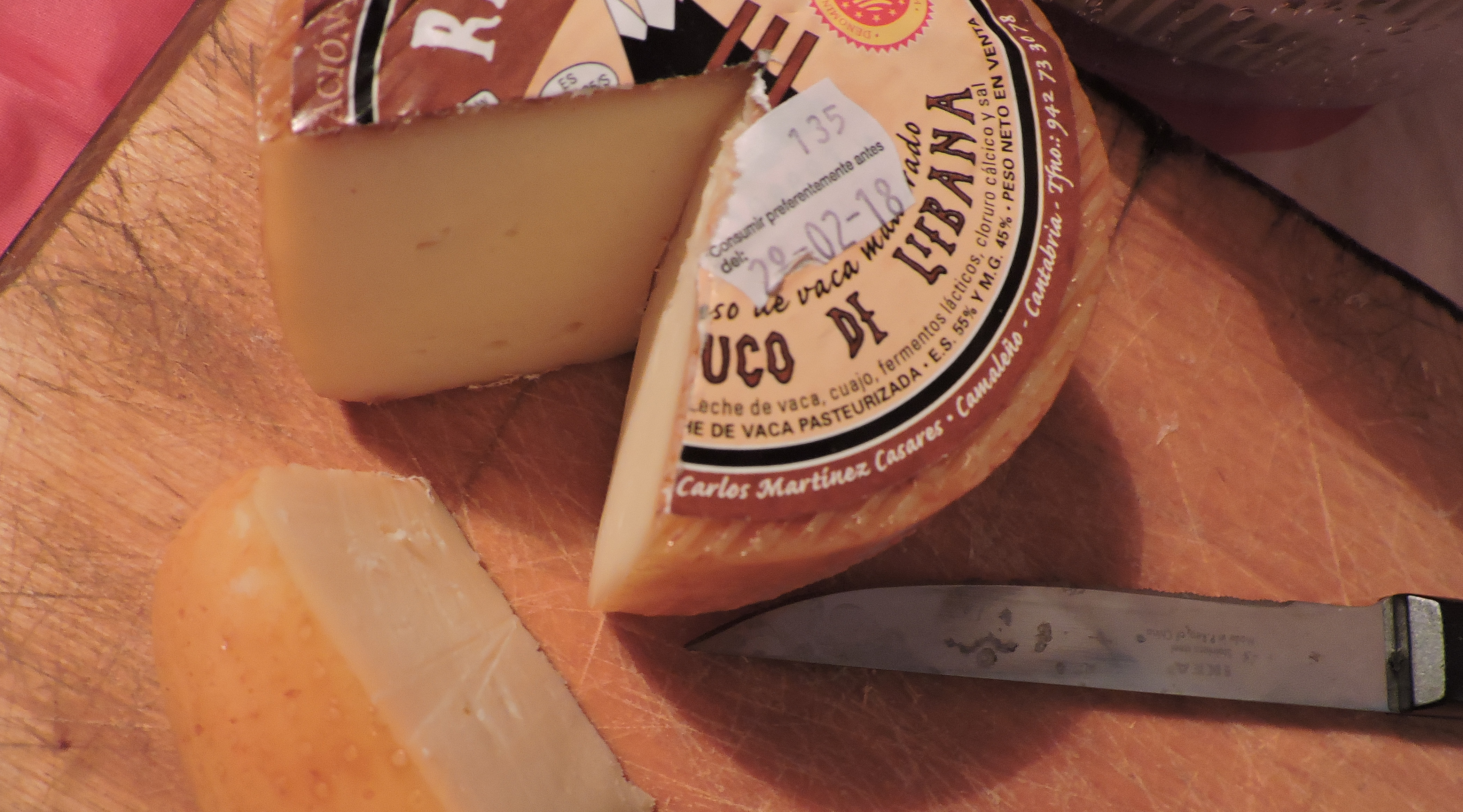
Quesuco de Liébana ahumado

Es un queso de pasta semidura. Tienen forma cilíndrica o discoidal, y tamaño pequeño, entre los 8 y los 12 centímetros de diámetros por 3 a 10 centímetros de altura. 
La corteza es áspera y de carácter irregular. 
La pasta es firme y compacta, de color ligeramente amarillento; en los ahumados, el color es pardo. Lleva algunos agujeros distribuidos irregularmente. 
El sabor es suave y algo dulce. Cuando es un quesuco ahumado tiene el olor, color y sabor típicos.
Es un queso graso en proporción no inferior al 45 % sobre extracto seco, y con un mínimo de 30% de humedad.

## Historia
La zona de Liébana es agreste, y de difícil acceso. Los pastores conservaban la leche elaborando pequeños quesos o quesucos.

## Variedades
Los hay ahumados y sin ahumar. Los quesucos ahumados son típicos del puerto de Áliva, Brez, Tanarrio y el valle de Camaleño. Dentro de estas dos variedades, destaca el queso ahumado de Áliva, de producción limitada. Es pequeño, con forma cilíndrica y dibujos exteriores de cuadrados o rombos y con corteza color amarillo dorado en el que pueden aparecer, a veces, motas verdes, aunque en algunos puede llegarse al color marrón parduzco. La pasta es semidura pero al corte resulta tierno, a veces con estrías que ponen en evidencia las capas con las que se fue llenando el molde. El color de la pasta es blanco hueso.
Mediante el ahumado se prolonga la duración del queso. La madera empleada tradicionalmente en este proceso es el enebro, lo que recuerda a la época en que se elaboraba en la cabaña del pastor mientras estaba en los pastos de montaña. El proceso dura entre un día y día y medio. Esto le proporciona su sabor fuerte a humo que si no es excesivo resulta agradable.

## Culinaria
La diversidad de leches en su elaboración, y el hecho de que unos estén ahumados y otros no hace que su uso en la cocina varíe. 
Cuando son frescos se usan en repostería, masas y rellenos, para hornear y para ensaladas. Funden con facilidad, salvo el queso ahumado de Áliva. Este puede tomarse con pan de leña, y, dada su textura, puede freírse, previamente rebozado en harina, huevo y pan rallado. Puede acompañarse con una ensalada verde.
Los quesos más curados se usan mejor para rallar y gratinar. El ahumado puede usarse en salsas.
Combinan con vino afrutado de denominaciones de origen españolas como Valdepeñas, Rioja, Bierzo, Ribera del Duero. También pueden consumirse con el vino típico de la zona de Liébana: el tostadillo. El queso ahumado de Áliva marida bien con un vino tinto de crianza o vino blanco seco del país.

## Denominación de Origen
Los quesucos de Liébana deben hacerse con leche proveniente de los municipios de Potes, Pesaguero, Cabezón de Liébana, Camaleño, Cillorigo de Liébana, Tresviso y Vega de Liébana y Peñarrubia. 
La zona de elaboración y maduración coincide con la de producción.
La sede del Consejo Regulador de la D.O.P. "Quesucos de Liébana" se encuentra en la calle Héroes 2 de mayo, 27, 39600 Muriedas (Cantabria).